# Vigonovo
Vigonovo (Vigonóvo in veneto) è un comune italiano di 9 846 abitanti della città metropolitana di Venezia in Veneto. 

## Geografia fisica
Vigonovo si trova nel punto più estremo della Riviera del Brenta. Il comune si situa nel territorio d'incrocio tra il corso del Brenta e quello del Naviglio, al confine con la provincia di Padova. Con le sue frazioni di Galta, Tombelle e Celeseo, Vigonovo si estende per circa 13 km² a ovest del Naviglio su terreno pianeggiante.
Ricchissimo di corsi d'acqua, oltre al Brenta, il territorio è percorso dal canale Piovego, dallo scolo Consorzio Piovega e dallo scolo Consorzio Cornio. 

## Origini del nome
Anticamente il paese era chiamato Sarmazza (o Sermazza) perché sede di un insediamento di Sarmati. Solo nel periodo medievale il nome verrà tramutato in Vicus Novus, cioè villaggio nuovo. L'attuale toponimo è chiaramente derivazione diretta di quest'ultima denominazione.

## Storia
Il primo insediamento della zona doveva trovarsi presso l'attuale località Sarmazza, come testimonia il ritrovamento di una necropoli paleoveneta collocabile nel III secolo a.C. Poco dopo, con l'arrivo dei Romani, fu tracciata la via Annia che collegava Padova ad Aquileia toccando anche le odierne Tombelle e Sarmazza.
Nel IV secolo l'area fu evangelizzata. Il primo luogo di culto cristiano, costruito sui resti di un fortilizio romano, si trovava sempre a Sarmazza ed era dedicato al Santissimo Salvatore. Pare che il nome della località rimandi ai Sarmati, popolazione barbarica che invase l'Italia nella metà del V secolo: si ipotizza che, percorrendo la via Annia, l'orda abbia devastato Sarmazza, obbligando gli abitanti a rifugiarsi sulle isole della Laguna Veneta.
Sul finire del VI secolo, esauritesi le minacce dei barbari, gli abitanti tornarono a ripopolare la zona e ricostruirono il paese, che da allora si chiamò Vigonovo (ovvero "villaggio nuovo"). La nuova chiesa, dedicata all'Assunta, continuò a lungo a portare il titolo di "Santa Maria di Sarmazza di Vigonovo"; si trattava di una pieve matrice, da cui dipendevano diverse cappelle distribuite tra Camin e Lova.
Nell'874 viene attestato per la prima volta il toponimo Sarmazza. All'inizio del X secolo il territorio fu nuovamente devastato dalle scorribande degli Ungari, che distrussero definitivamente la chiesa di San Salvatore.
Al 1035 risale il primo documento che cita Vigonovo.
Nel corso del Medioevo il territorio a est di Padova fu coinvolto nelle guerre che opposero quest'ultima alla Repubblica di Venezia, a causa di dispute confinarie e per gli interventi idraulici che modificavano il corso del fiume Brenta. Nel 1405 Padova, e così Vigonovo, fu definitivamente assoggettata alla Serenissima e tale rimase sino alla sua caduta nel 1797.
Il periodo veneziano si caratterizzò per la costruzione di numerose ville venete, tra cui la splendida villa Sagredo.
Alla successiva amministrazione Lombardo-Veneta si colloca la deviazione del Brenta verso Chioggia e la formazione dell'attuale Naviglio del Brenta, allo scopo di intervenire sul problema delle inondazioni e dell'interramento della Laguna Veneta, ma anche per creare posti di lavoro.
Nel secondo dopoguerra Vigonovo ha visto un notevole sviluppo economico grazie alla crescita del settore calzaturiero.

### Simboli
Lo stemma e il gonfalone sono stati concessi con decreto del presidente della Repubblica del 28 giugno 1956.
Il gonfalone è un drappo partito di azzurro e di giallo.

## Monumenti e luoghi d'interesse

### Architetture religiose
- Chiesa di Santa Maria Assunta (Vigonovo)

Ha una struttura a croce latina. All'interno della chiesa sono conservate opere di Giandomenico Tiepolo, Pietro Damini, Pietro Liberi.
- Oratorio di Villa Sagredo
- Capitelli votivi sparsi nel territorio comunale

Tra questi capitelli spicca quello dedicato a Sant'Antonio all'incrocio tra via Mazzini e via Cadiceto e quello della Madonna dello Spirito tra via Nogia e via Argine sx.

### Architetture civili
- Villa Sagredo La Villa è ubicata a Vigonovo, tra Padova e Venezia, nella campagna della Riviera del Brenta.
- Villa Zanon, XIX secolo, sede municipale.

### Aree naturali
- Parco Fluviale Sarmazza

È un'ampia zona alberata vincolata a cavallo del Brenta e dell'idrovia Padova-Venezia, istituita a salvaguardia della vegetazione degli argini del fiume e utilizzata anche per la pesca sportiva. Il parco si estende parzialmente anche nei comuni di Stra e Saonara. È stato inaugurato ufficialmente nel 1997.
Le rive dell'idrovia sono diventate, nel tempo, delle piste ciclopedonali collegate all'anello fluviale di Padova.

## Società

### Evoluzione demografica
Abitanti censiti

## Economia

### Artigianato
Tutta la Riviera del Brenta (e con essa anche Vigonovo) è famosa in tutto il mondo per la produzione di calzature di alta qualità.

## Infrastrutture e trasporti

### Mobilità urbana
Vigonovo è servito da varie linee di trasporto pubblico:
- Gli autobus dell'ACTV lo collegano a Dolo e alla frazione di Celeseo;
- La SITA, ora FSBusitalia, lo collega a Padova;
- L'APS effettua il servizio di trasporto urbano di Padova, che giunge fino alle vicine Villatora di Saonara e Granze di Camin.

## Amministrazione
| Nominativo                                           | Nominativo                                        | Partito / Coalizione                              | Periodo                                           | Elezione                                          |
| Sindaci eletti dal Consiglio comunale (1946-1993)    | Sindaci eletti dal Consiglio comunale (1946-1993) | Sindaci eletti dal Consiglio comunale (1946-1993) | Sindaci eletti dal Consiglio comunale (1946-1993) | Sindaci eletti dal Consiglio comunale (1946-1993) |
| ---------------------------------------------------- | ------------------------------------------------- | ------------------------------------------------- | ------------------------------------------------- | ------------------------------------------------- |
|                                                      | Antonio Santello                                  | Democrazia Cristiana                              | 1946-1975                                         | 1946                                              |
| 1951                                                 | Antonio Santello                                  | Democrazia Cristiana                              | 1946-1975                                         |                                                   |
| 1956                                                 | Antonio Santello                                  | Democrazia Cristiana                              | 1946-1975                                         |                                                   |
| 1960                                                 | Antonio Santello                                  | Democrazia Cristiana                              | 1946-1975                                         |                                                   |
| 1964                                                 | Antonio Santello                                  | Democrazia Cristiana                              | 1946-1975                                         |                                                   |
| 1970                                                 | Antonio Santello                                  | Democrazia Cristiana                              | 1946-1975                                         |                                                   |
|                                                      | Beniamino Bottaro                                 | Democrazia Cristiana                              | 1975-1976                                         | 1975                                              |
|                                                      | Giovanni Smania                                   | Democrazia Cristiana                              | 1976-1980                                         | (1975)                                            |
|                                                      | Luciano Finesso                                   | Democrazia Cristiana                              | 1980-1990                                         | 1980                                              |
| 1985                                                 | Luciano Finesso                                   | Democrazia Cristiana                              | 1980-1990                                         |                                                   |
|                                                      | Leandro Fernando Naroli                           | Democrazia Cristiana                              | 1990-1992                                         | 1990                                              |
|                                                      | Iginio Olita (Commiss. prefettizio)               | -                                                 | 1992-1993                                         | -                                                 |
| Giovanni Morra (Commiss. straordinario)              | 1993                                              | -                                                 |                                                   | -                                                 |
| Sindaci eletti direttamente dai cittadini (dal 1993) |                                                   |                                                   |                                                   |                                                   |
|                                                      | Clara Salviato                                    | Sinistra                                          | 1993-2001                                         | 1993                                              |
|                                                      | Clara Salviato                                    | Centro-sinistra                                   | 1993-2001                                         | 1997                                              |
|                                                      | Leonardo Galenda                                  | Centro-destra                                     | 2001-2011                                         | 2001                                              |
| 2006                                                 | Leonardo Galenda                                  | Centro-destra                                     | 2001-2011                                         |                                                   |
|                                                      | Damiano Zecchinato                                | Centro-destra (LN / LV)                           | 2011-2016                                         | 2011                                              |
|                                                      | Andrea Danieletto                                 | Movimento 5 Stelle                                | 2016-2021                                         | 2016                                              |
|                                                      | Luca Martello                                     | L.c. Viviamo Vigonovo - Movimento 5 Stelle        | 2021-in carica                                    | 2021                                              |

### Gemellaggi
Il comune di Vigonovo è gemellato con
- Niepolomice, dal 2018;

e con la Fondazione Città della Speranza dal 2005.

## Galleria d'immagini

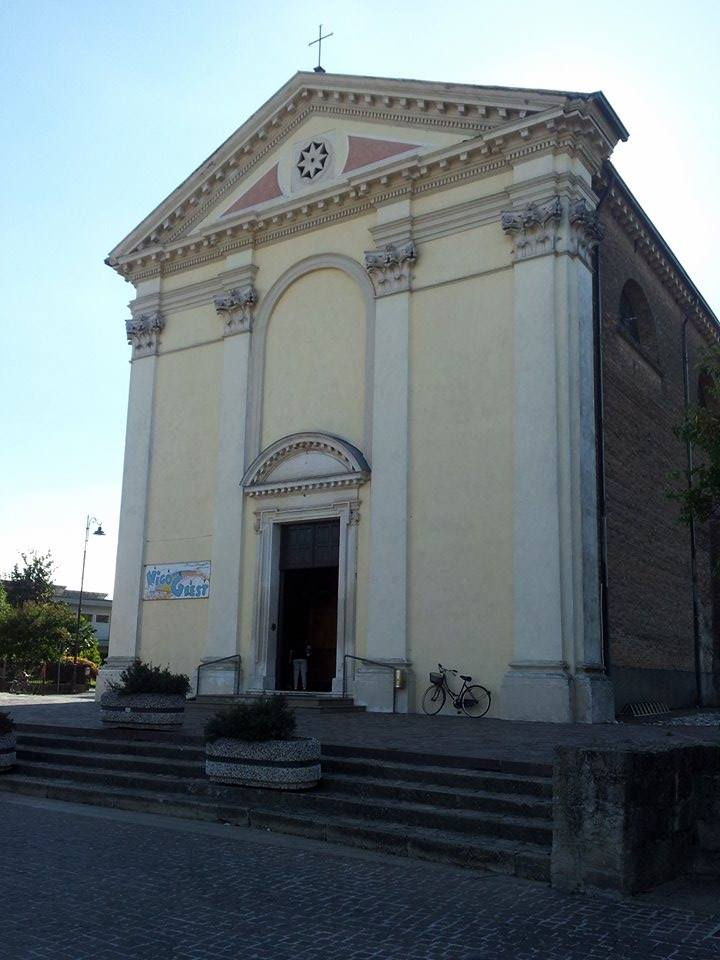
Facciata della Chiesa di Santa Maria Assunta
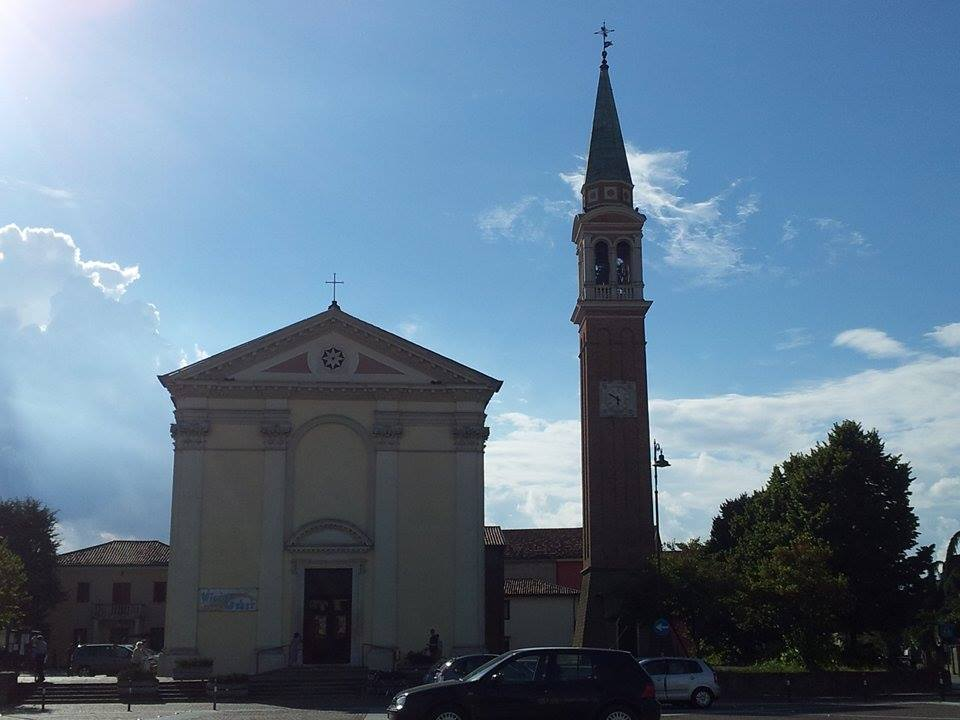
Chiesa parrocchiale con antistante Piazza Marconi
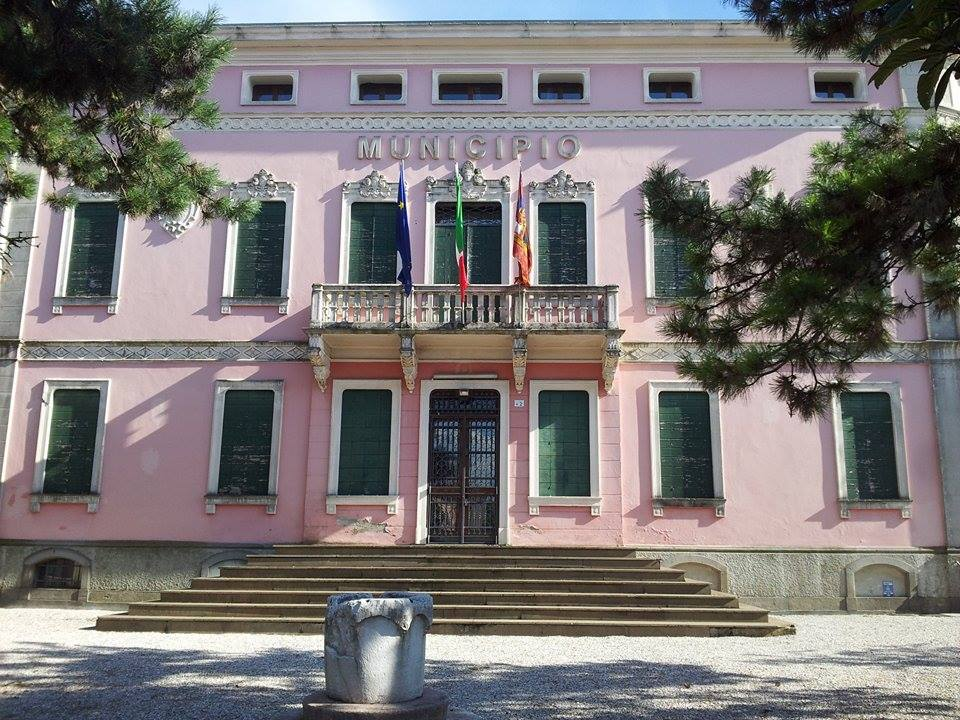
Facciata di Villa Zanon
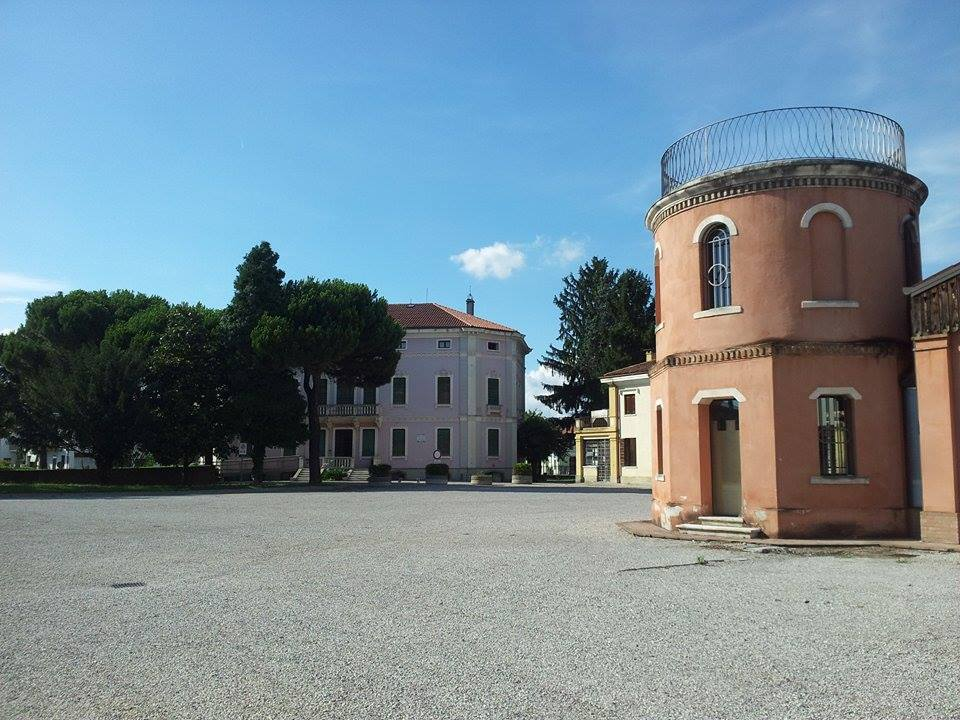
Piazza Zanon con la torre-colombaia dell'adiacente Villa Zanon
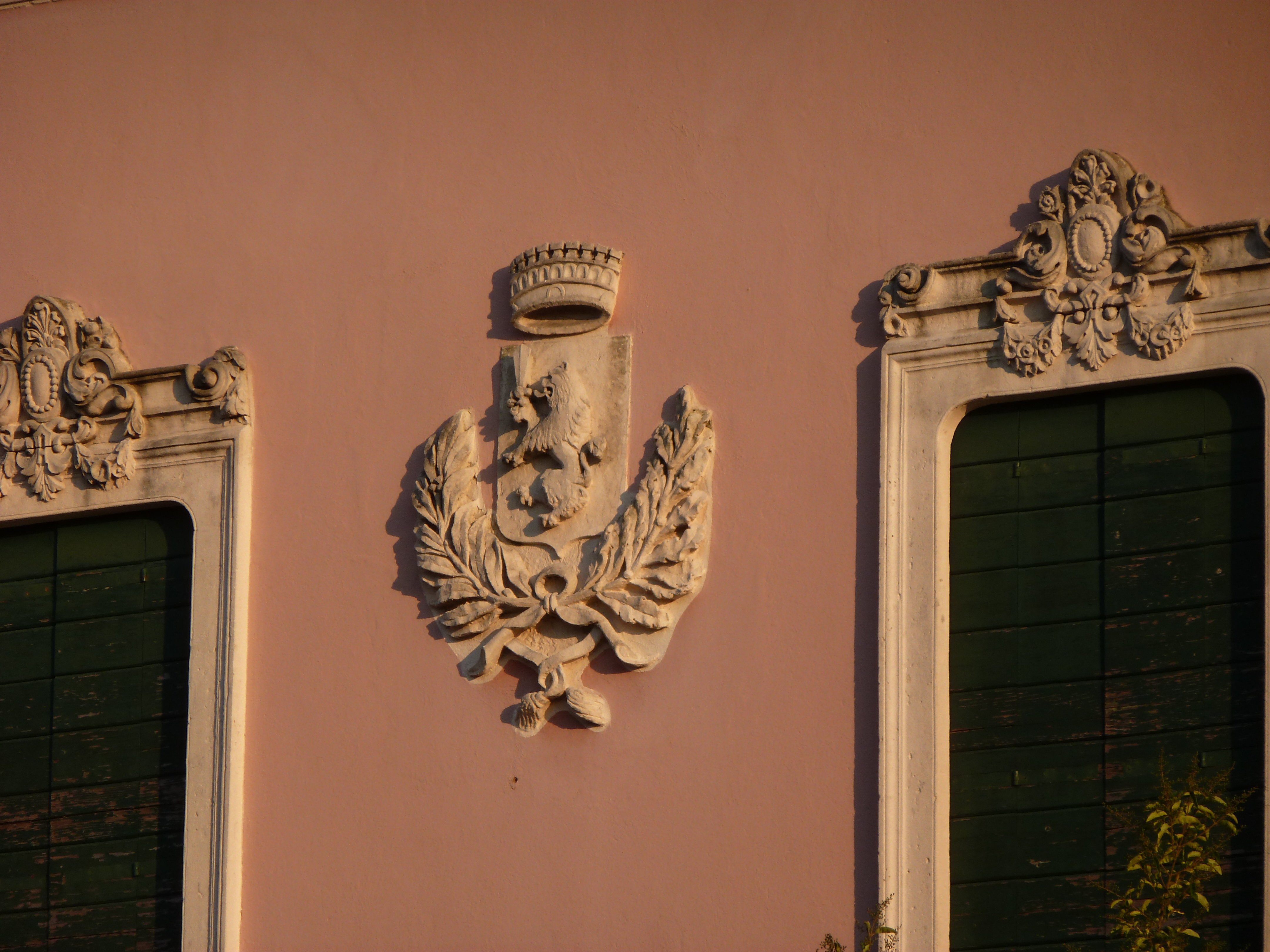
Particolare di Villa Zanon
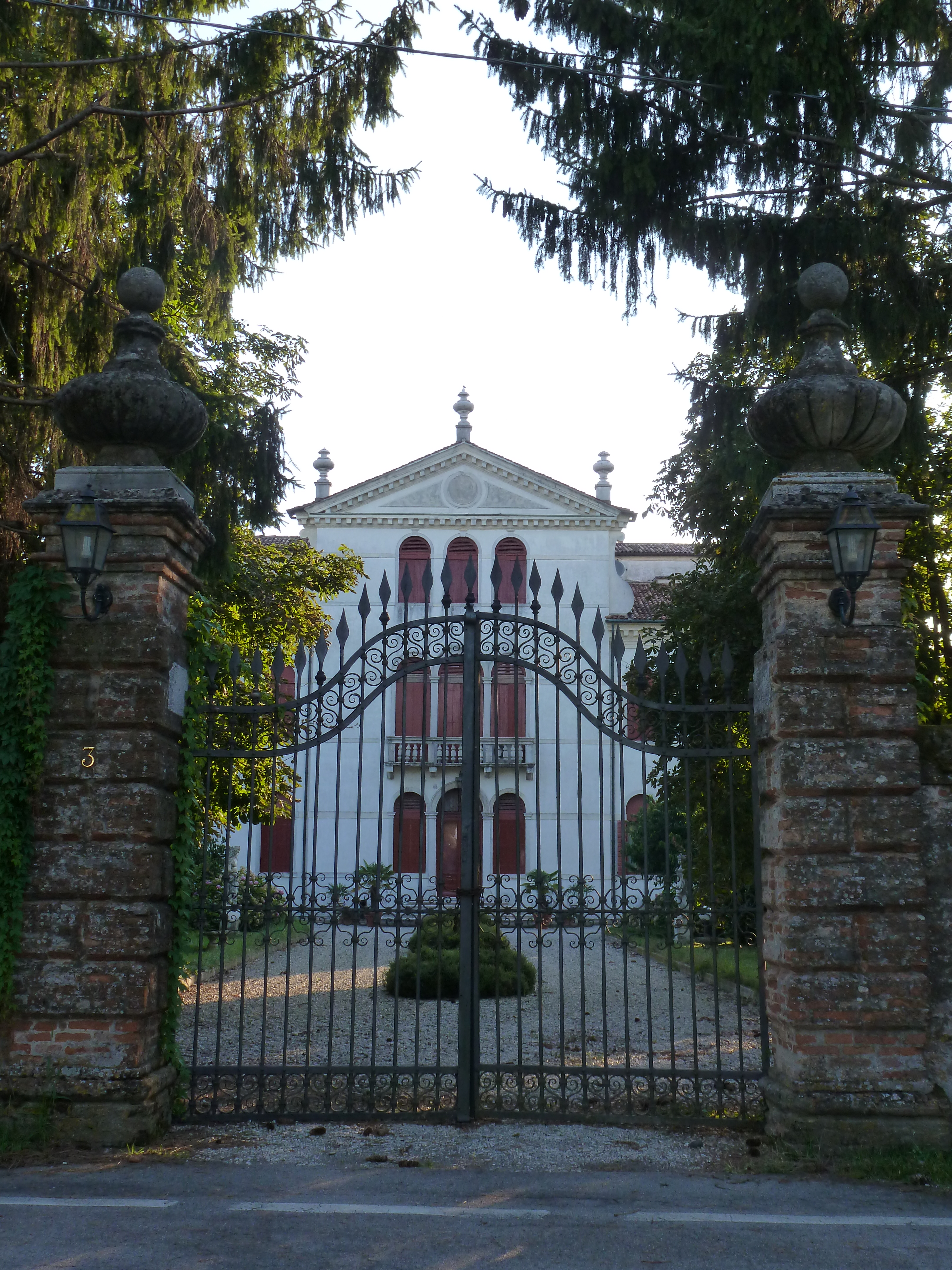
Facciata di Villa Sagredo, prima
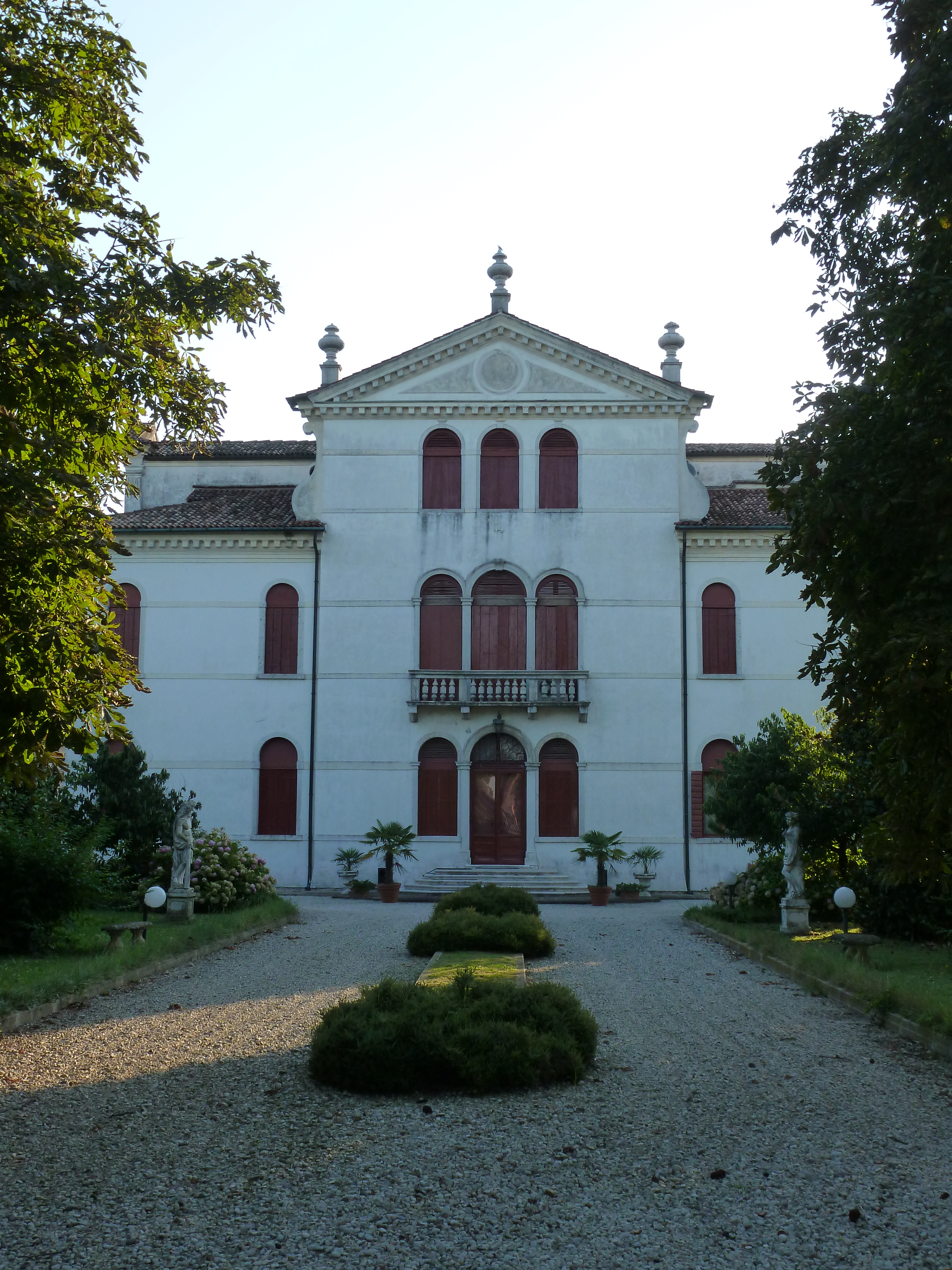
Facciata di Villa Sagredo, seconda
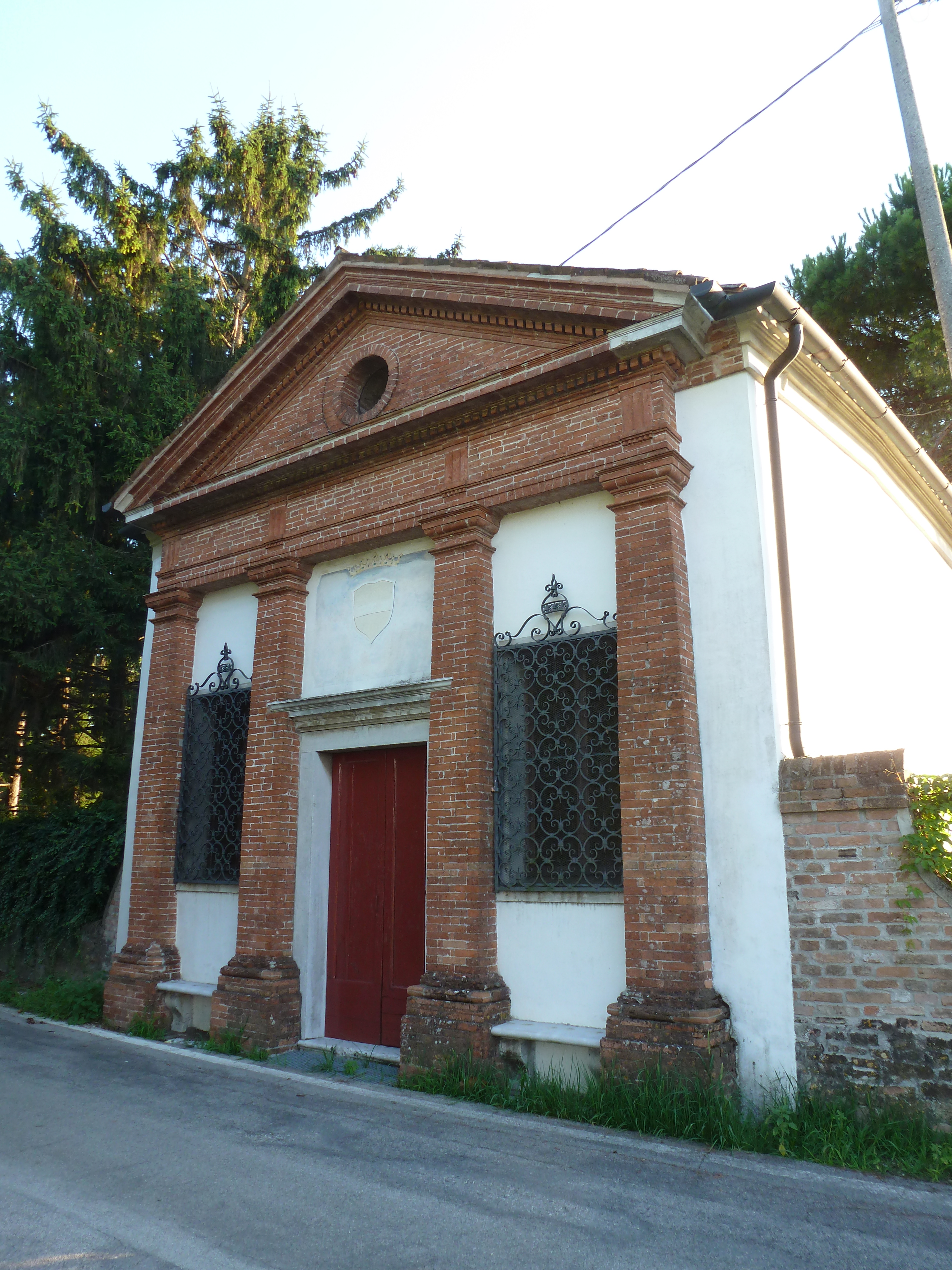
Oratorio di Villa Sagredo
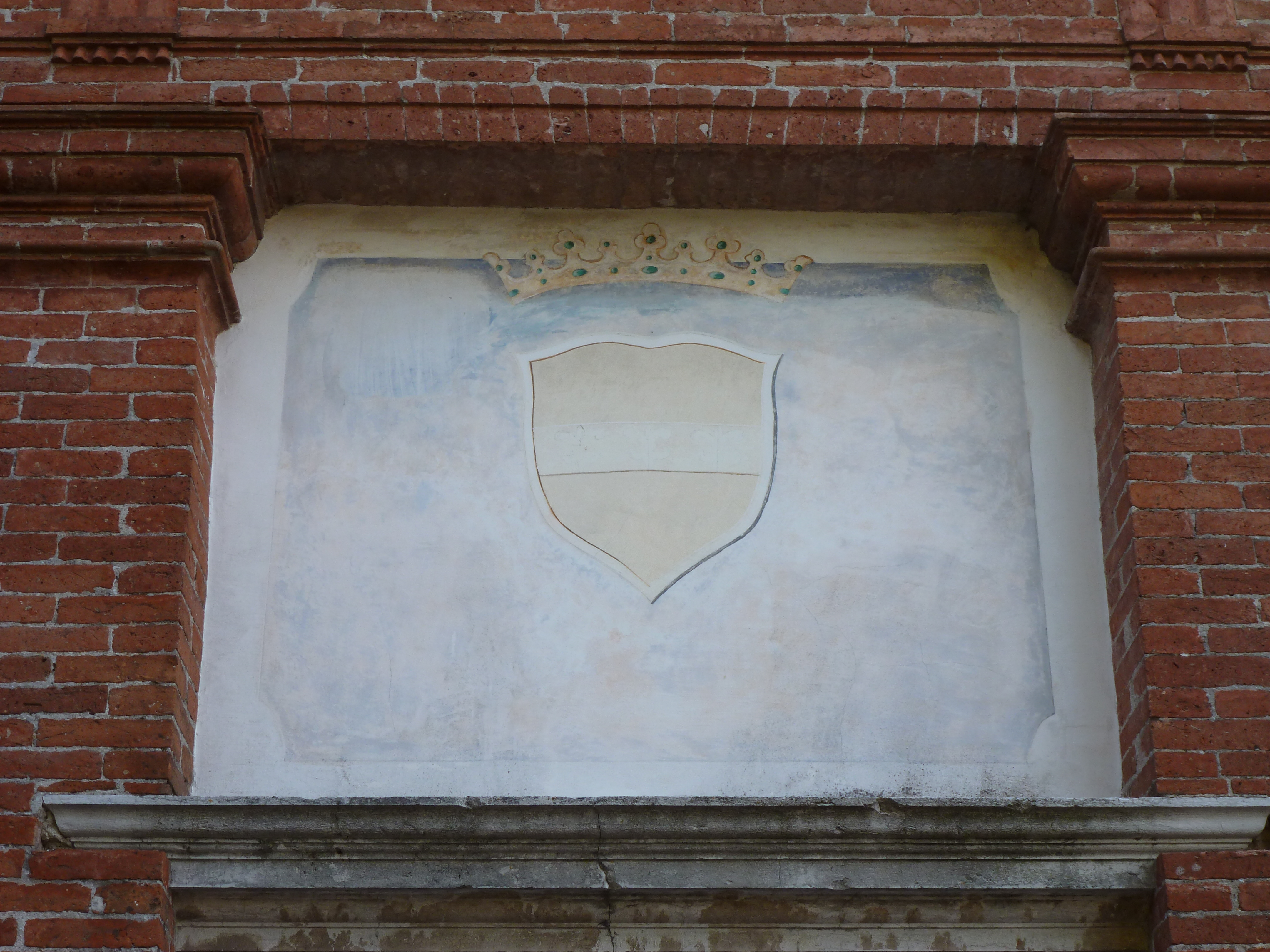
Particolare dell'oratorio di Villa Sagredo
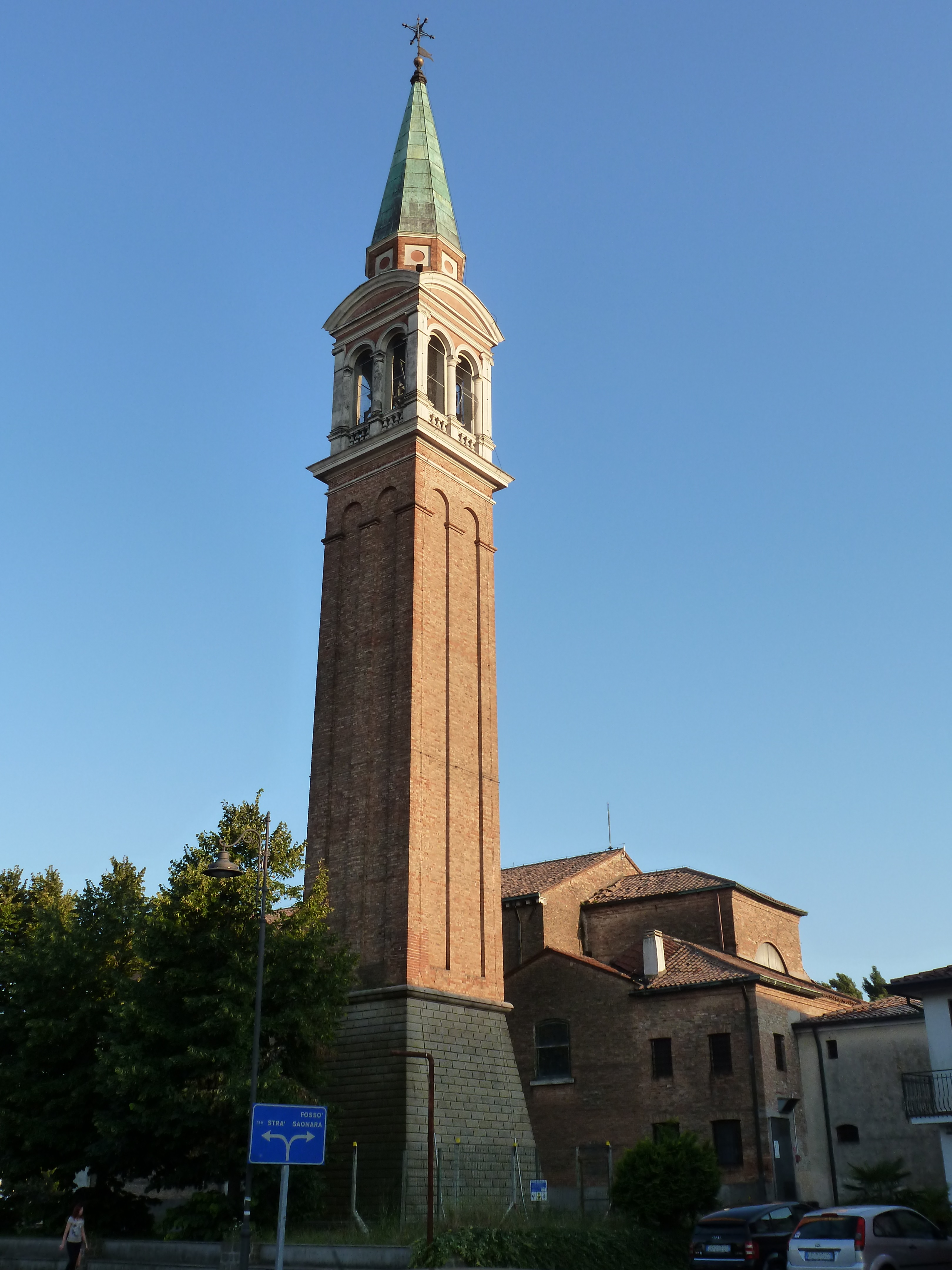
Campanile della Chiesa di Santa Maria Assunta
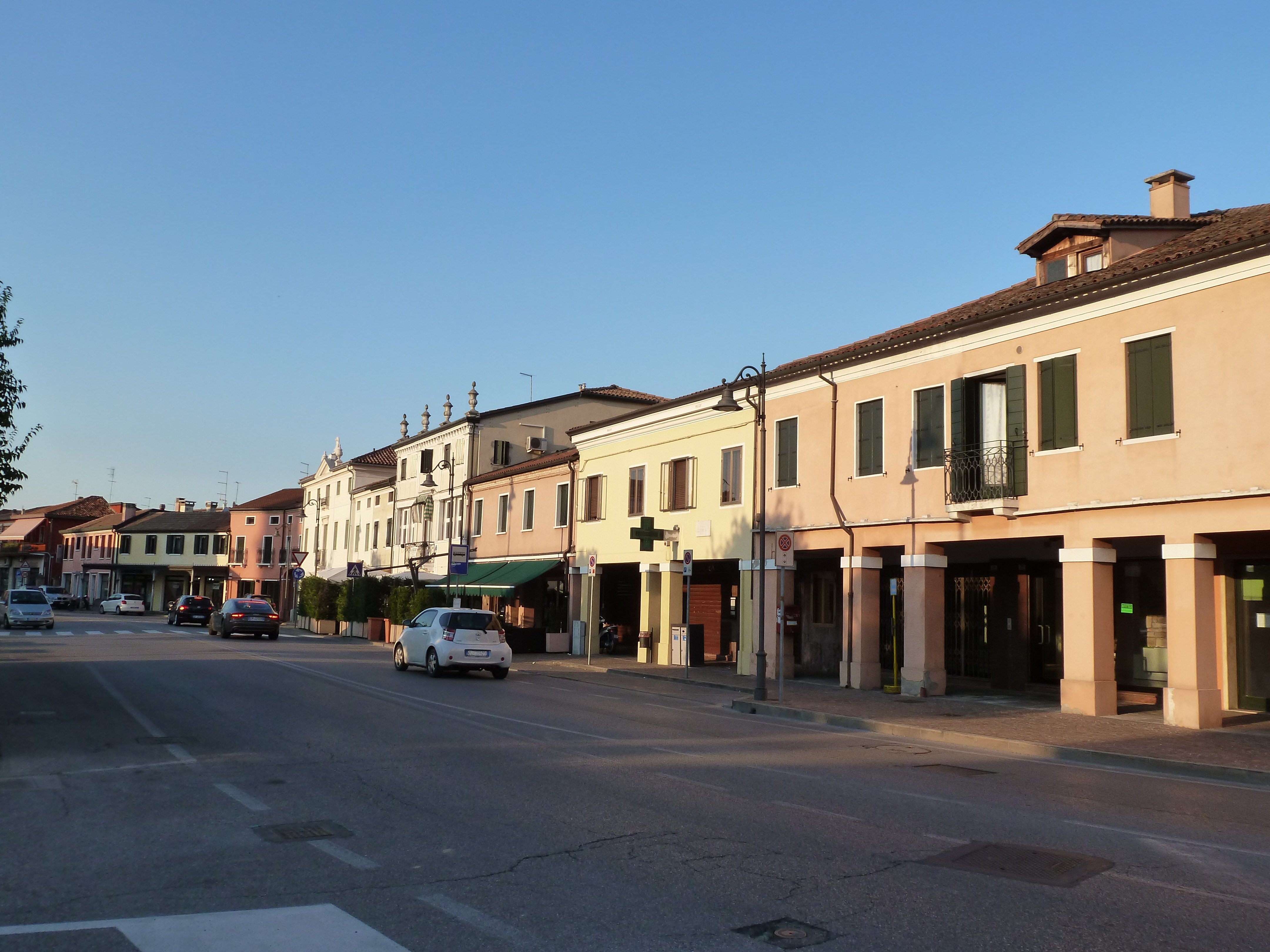
Zona centrale con i caratteristici palazzi porticati
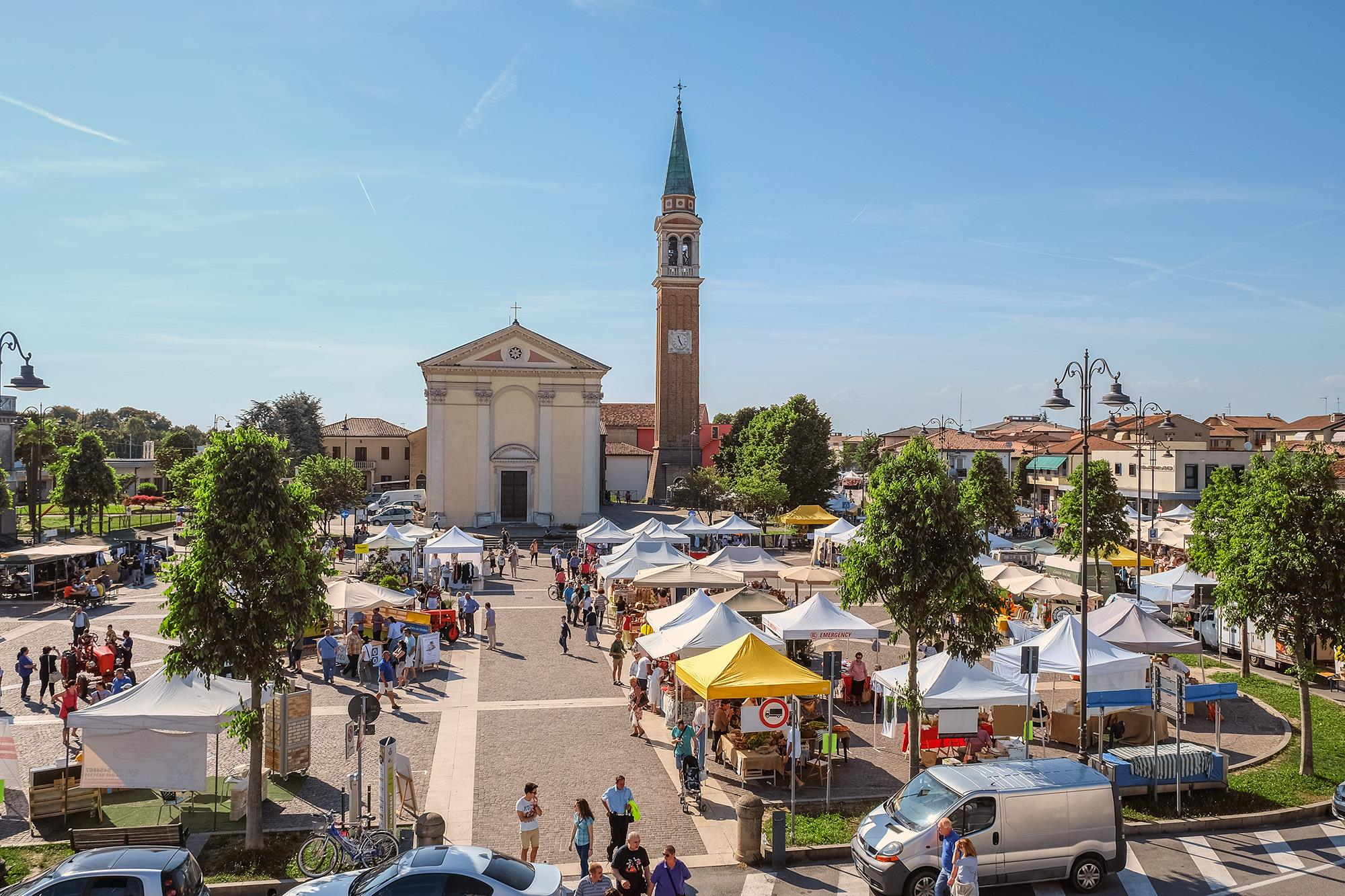
Piazza Marconi, prima
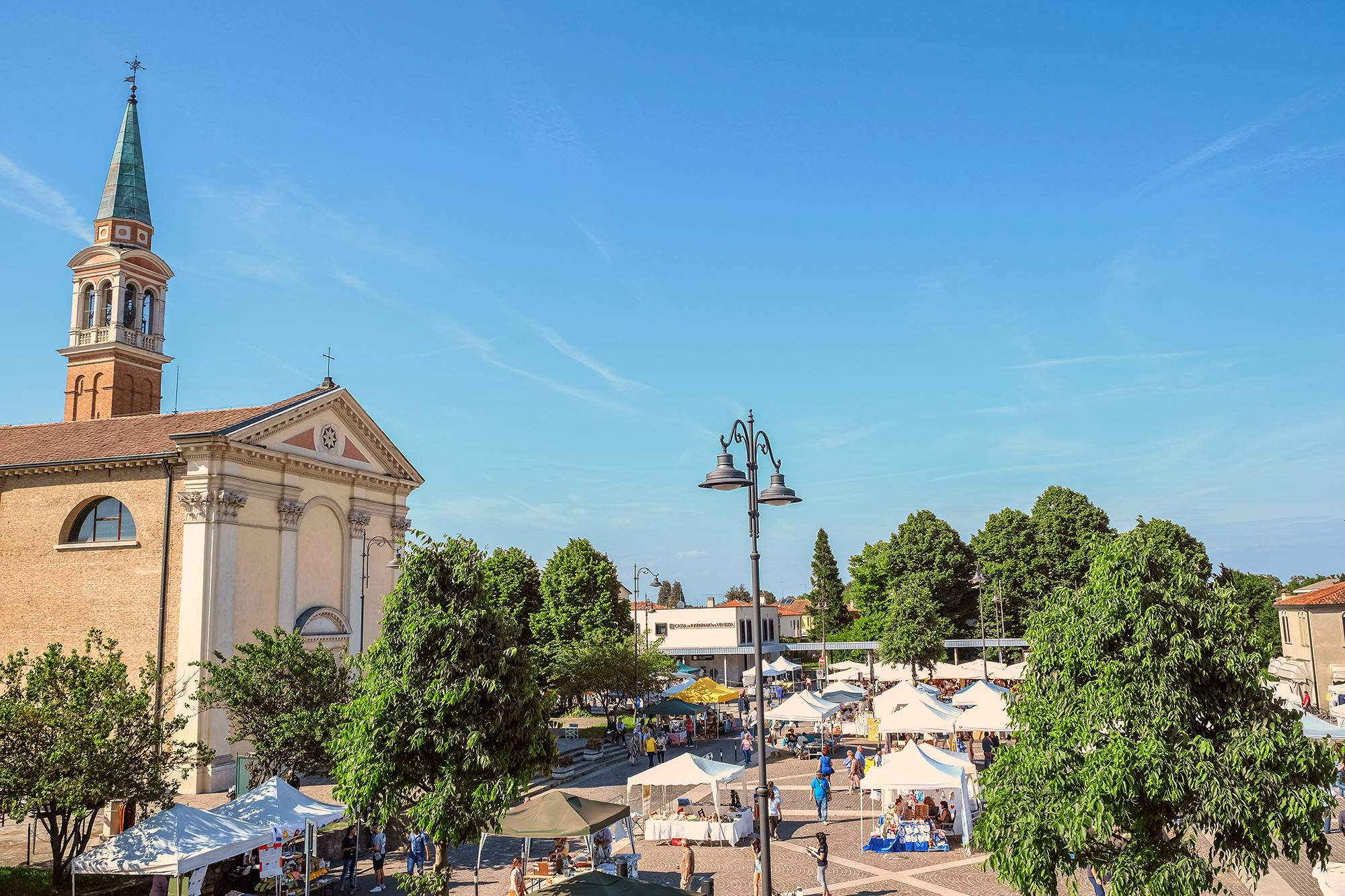
Piazza Marconi, seconda
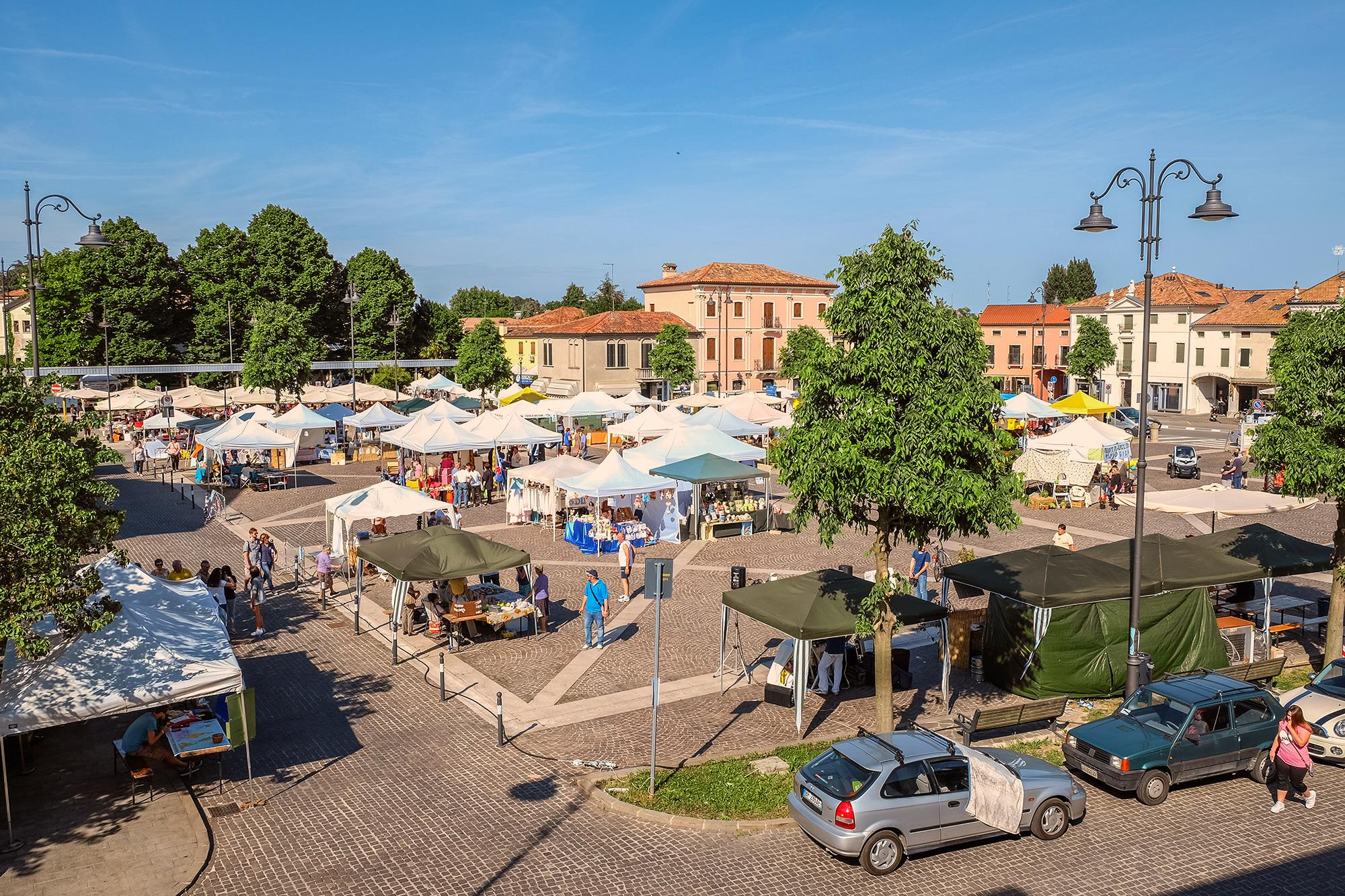
Piazza Marconi, terza
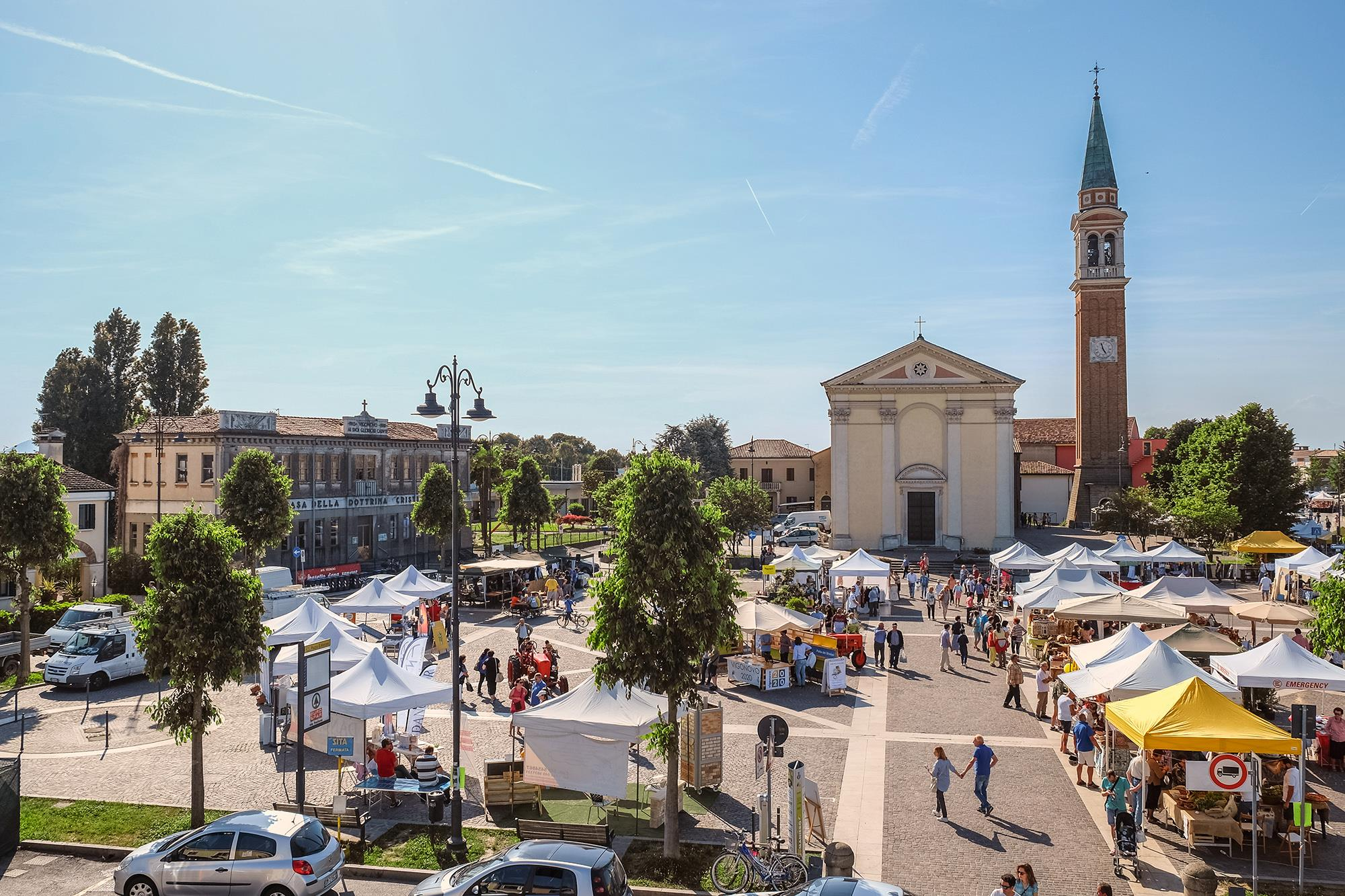
Piazza Marconi, quarta